# マイクロ流体力学
マイクロ流体力学 (Microfluidics) は、工学、物理学、化学、生化学、ナノテクノロジー、生物工学にまたがる学際的な分野であり、小体積の流体の多重化、自動化、高スループットスクリーニングなどの実用的応用がある。マイクロ流体力学は1980年代初頭に出現し、インクジェットプリントヘッド、DNA チップ、ラボオンチップ技術、マイクロ推進技術、マイクロ熱工学技術の開発に応用されている。この分野では小さな、典型的にはミリメートル以下のスケールに幾何的に拘束された流体の振る舞いや精密な制御が取り扱われる。典型的には、マイクロとは次のような特徴を意味する。
- 小体積 (μL, nL, pL, fL)
- 小サイズ
- 低エネルギー消費
- マイクロ領域の効果

典型的には、流体は移動、混合、分離、その他の処理を受ける。数々の応用例で毛細管現象のような受動的流体制御技術が使用されている。一部の応用例では、外的駆動手段が媒体輸送を補助するために用いられている。例として、ロータリードライブでは受動的チップへの流体輸送のために遠心力を利用している。能動的マイクロ流体力学 (Active microfluidics) は、作動流体のマイクロポンプやマイクロバルブなどの能動的（マイクロ）素子による明示的な操作を意味する。マイクロポンプは流体を連続的に送るためや注入に用いられる。マイクロバルブは流れの向きやポンプ液体の動きのモードを指定するために用いられる。しばしば、通常研究室において行われるような処理を単一チップ上で行えるようミニチュア化し、効率や携帯性を向上したり薬剤使用量を低減するために応用される。

## 流体のマイクロスケールにおける挙動

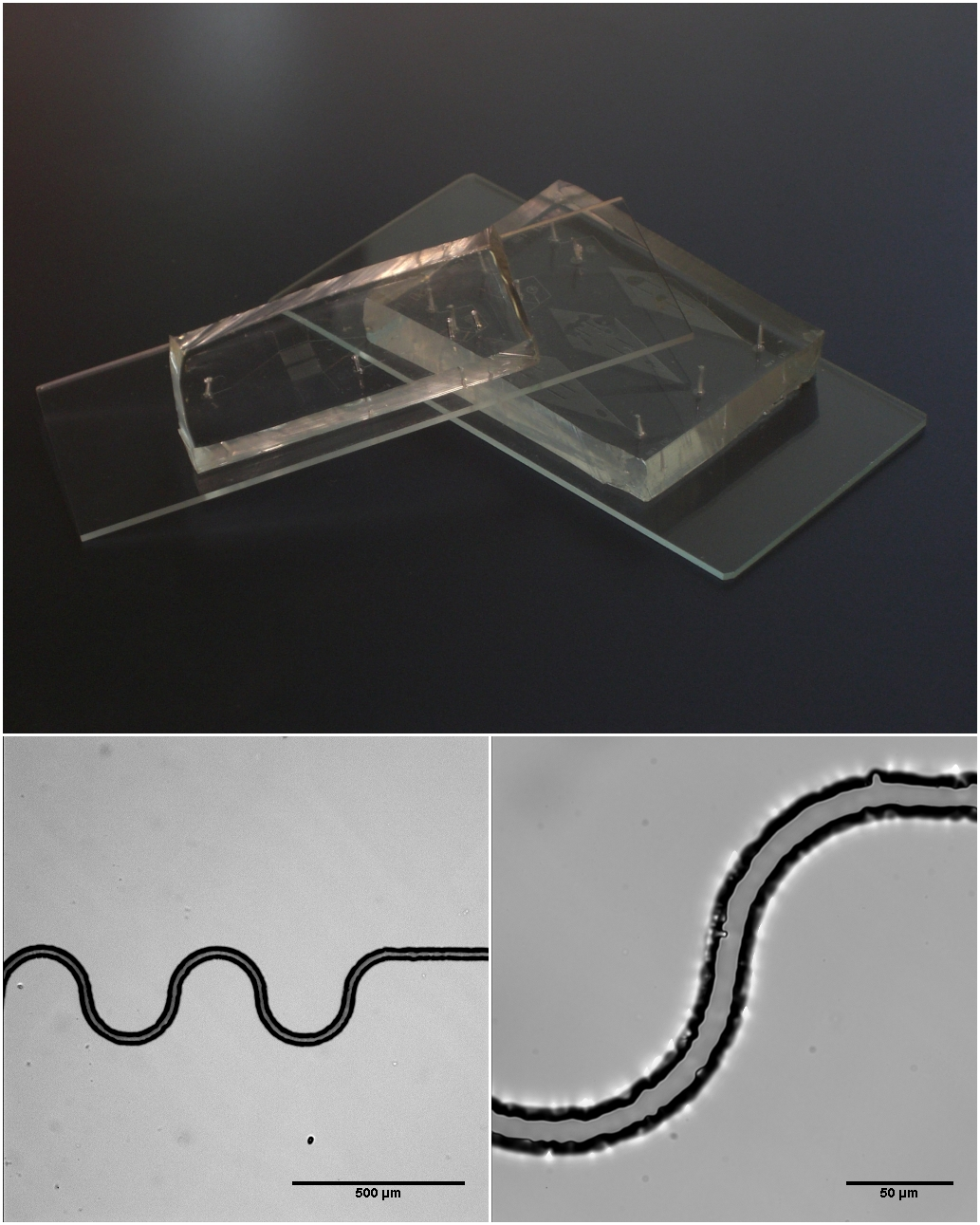
シリコンゴムおよびガラス製のマイクロ流体デバイス。上: デバイスの写真。下: ~15 μm 幅蛇行チャネルの 位相コントラスト顕微像。

流体は、マイクロスケールにおいては「マクロ流体力学」的挙動とは異る振舞いを占めすことがある。これは、表面張力、エネルギー散逸、流路抵抗などの比率が大きくなり、系を支配しはじめることが原因である。マイクロ流体力学ではこのような挙動の変化を研究し、回避策や新たな応用法を模索する。
小さなスケール（チャネル径およそ100ナノメートルから数百マイクロメートル）では、いくつかの興味深い、ときに直感的でない物性があらわれる。特に、レイノルズ数（流体の運動量による影響と粘度による影響の比を現わす無次元数）が非常に低くなる。このことの重要な帰結として、流れが乱流ではなく層流となることから、隣接して流れる複数の流体が互いに伝統的な意味では混じり合わなくなることが挙げられる。流体間の分子輸送はしばしば拡散にのみ依存することとなる。
化学的および物理的物性（濃度、pH、温度、剪断応力など）を高度に制御できることから、より均質な反応条件を達成することができ、単段もしくは複数段反応のよりハイグレードな生成物を得ることができる。

## 主要な応用分野
マイクロ流体構造の中でもマイクロ空気圧システム、つまりチップ外の流体を取り扱うマイクロシステム（液体ポンプ、ガスバルブなど）とチップ上でナノリットルからピコリットルの体積の流体を扱うマイクロ流体構造の組み合わせが開発されている。現在までに最も商業的に成功したマイクロ流体力学の応用例はインクジェットプリンターである。マイクロ流体合成や、量子ドット・リポソーム・金属ナノ粒子・その他の産業的に関連する材料（例: ポリマー粒子）などに生理活性を持たせた製品に向けた研究も進んでいる。加えて、マイクロ流体製造技術の進展により低コストプラスチック製造デバイスや自動的部品品質検証が可能となってきている。
マイクロ流体技術の進展により、酵素解析（例: グルコースや乳酸アッセイ）、DNA解析（例: PCRや高スループットシークエンシング）、プロテオーム解析などの分子生物学的操作に革命がもたらされている。マイクロ流体バイオチップの基本的構想は検出などのアッセイ操作とサンプル事前処理やサンプル準備を一つのチップに統合するというものである。
バイオチップの応用は病理学分野、特に病名の臨床現場即時診断に拡がりつつある。加えて、空気・水試料から生化学毒素やその他危険な病原体をリアルタイムで継続的に検出できるマイクロ流体力学に基くデバイスを常時稼動型バイオ警報機として用いることができる。

### 連続流通マイクロ流体素子
これらの技術は、微細加工されたチャネルに連続流通する液体に基いている。液体の流れは外部圧力源や外部ポンプ、組み込みのマイクロポンプや毛細管現象と電気運動機構の組合せによって駆動される。連続流通マイクロ流体操作はその実現の容易さやタンパク質劣化耐性のために主流のアプローチとなっている。連続流通デバイスは多くの確立されて単純な生化学操作や化学物質の分離などの特定の操作には十分な性能を提供できるが、高度の柔軟性が要求される操作などにはあまり適していない。これらの閉チャネル系は、流れ場を支配するパラメータが流路に沿って変化し、流路のあらゆる点における物性が系全体のパラメータに依存してしまうため、本質的に統合やスケーリングが困難である。永久的に刻みこまれた微細構造は再構成を困難とし、またフォールトトレランスを低下させる。
ナノリットル領域の解像度を実現するMEMS技術に基いた高感度マイクロ流体フローセンサにより、連続流通系におけるプロセスモニタリング機能を実現することができる。

### 液滴ベースのマイクロ流体力学
液滴ベースのマイクロ流体力学は、連続流れではなく、レイノルズ数が低く層流的で不連続な非混和相中の流体の操作を取り扱う、マイクロ流体力学の下位分野である。液滴ベースのマイクロ流体力学系への興味は、過去数十年の間に急激に拡大している。マイクロ液滴は微小体積の流体の簡便な取扱を可能とし、より良い混合を実現するためハイスループット実験に適している。液滴ベースマイクロ流体力学を利用して効率を上げるためには、液滴生成、液滴運動、液滴融合、液滴分裂に対する深い理解が必要となる。
液滴ベースマイクロ流体力学における重要な進歩の一つに、単一細胞向けの液滴保育器の開発が上げられる。
毎秒数千の液滴を生成できるデバイスにより、ある時点における特定のマーカーの測定だけでなく、タンパク質分泌、酵素活性、増殖などの動的挙動に基いた細胞群の分析が可能となった。近年、単一細胞保育用の微視的液滴の静的配列を表面活性剤を使わずに生成する手法が開発された。

### デジタルマイクロ流体力学
上述の閉チャネル連続流れ以外の新たな対象として、エレクトロウェッティングを用いて開放された基板上で液滴駆動を行う系が上げられる。デジタルマイクロエレクトロニクスのアナロジーから、このアプローチはデジタルマイクロ流体力学と呼ばれる。Le Pesant らは電気毛管力をもちいてデジタルトラック上で液滴駆動を行うという方式を開発した。Cytonix が開発した「流体トランジスタ」もこの分野に寄与している。その後、この技術はデューク大学により商用化された。不連続な単位体積をもつ液滴を用いることにより、マイクロ流体力学的機能は単位流体を単位長さだけ動かすという基本操作の繰り返しに還元することができる。この「デジタル化」された手法により、階層的で細胞ベースのマイクロ流体バイオチップ設計が可能となる。この結果として、デジタルマイクロ流体力学は柔軟でスケーラブルなシステム構成だけでなく、高いフォールトトレランス性をも実現する。加えて、液滴を独立に制御することが可能なため、マイクロ流体アレイ上の単位胞群をバイオアッセイの実行と同時並行して機能変更するといった動的再構成が可能なシステムが実現できる。液滴が閉じられたマイクロ流体チャネル上で操作されている場合でも、液滴の操作が独立して行われない場合、「デジタルマイクロ流体力学」としては扱われない。デジタル流体力学において一般的な駆動方式として、誘電体上エレクトロウェッティング (EWOD) が挙げられる。多数のラボオンチップ応用例がエレクトロウェッティングを用いたデジタル流体力学のパラダイムに基いて実証されている。近年では、表面弾性波、オプトエレクトロウェッティング、機械的駆動などを応用した液滴駆動手法も実証されてきている。

### DNAチップ（マイクロアレイ）
初期のバイオチップは、ガラス・プスチック・シリコン基板上の顕微鏡スケールの配列にDNA片(プローブ)が付着する、DNAマイクロアレイ（例: Affymetrix 製の GeneChip）のアイデアに基いている。DNAマイクロアレイと同様に、チップ表面上に様々な捕捉剤(最も多いのはモノクローナル抗体)を付着させた、タンパク質アレイも存在する。これによりたとえば血液などの生化学試料中のタンパク質を検出、および検量することができる。DNA およびタンパク質アレイの欠点は、製造後の再構成可能性もスケーラビリティもないことである。デジタルマイクロ流体力学を応用したデジタルPCRなどが開発されている。

### 分子生物学
マイクロアレイに加えて、二次元電気泳動用やトランスクリプトーム解析用、PCR 増幅用のバイオチップも設計されている。他にも、タンパク質やDNA用の様々な電気泳動や液体クロマトグラフィ、細胞分離(特に血球分離)、タンパク質分析、細胞操作、細胞解析(生存力解析など)、微生物捕捉などへの応用例が存在する。

### 進化生物学
マイクロ流体力学と景観生態学およびナノ流体素子を組合せることにより、廊下で繋がれたバクテリアの巣を作ることができる。バクテリアの増殖機会を時空間的モザイク状に配置することにより、これらを適応的景観の物理的実装とし用いることができる。これらの流体景観の継ぎ接ぎ的性質を用いて、メタ個体群系におけるバクテリア細胞の適応を研究することができる。このような、合成生態系内のバクテリア系の進化環境を用いることにより、進化生物学上の問題に対して生物物理学的に取り組むことが可能となる。

### 細胞挙動
マイクロ流体力学を応用すれば、誘引物質勾配を詳細に制御することができるため、運動性、化学走性、抗生物質への耐性の進化・発達を小規模な微生物群で短期間で研究することが可能となる。対象となる微生物にはバクテリアを始め、生物海洋化学のほとんどを支配するだけの幅広い海洋微生物環が挙げられる。
マイクロ流体力学は剛性勾配をも作り出すことができるので、走硬性の研究にも大きく寄与している。

### 細胞生物物理
マイクロ流体構造により個々のバクテリアの運動を整流することで、運動性のバクテリア群から機械的運動を抽出することもできる。この原理を用いて、バクテリアを動力とする回転体を構築することができる。

### 光学
マイクロ流体力学と光学の組合せは光流体工学と呼ばれることが多い。光流体工学デバイスの例として、調整可能なマイクロレンズアレイや光流体顕微鏡などが挙げられる。
マイクロ流体流れにより、高速なサンプルスループット、大規模サンプルの自動画像化、3D化、超解像度の達成が可能となる。

### 音響液滴射出 (ADE)
音響液滴射出とは、超音波パルスを用いて小体積の流体（典型的にはナノリットルからピコリットル程度）を接触することなく駆動する技術である。音響エネルギーを流体サンプルに集束することにより、ピコリットル単位の小体積液滴を射出する。ADE技術は非常に穏やかなプロセスであり、タンパク質や高分子量DNA、生きた細胞などを破壊したり殺したりしてしまうことなく輸送することができる。この特徴から、プロテオミクスや細胞ベースアッセイなどの様々な応用が可能となる。

### 燃料電池
燃料と酸化剤の反応を制御するのに、従来型のような物理的障壁ではなく層流を用いる、マイクロ流体燃料電池が開発されている。

### 細胞生物学研究上のツール
マイクロ流体技術により、細胞生物学者たちは細胞環境を完全に制御し、新しい問いと新しい発見をもたらす強力なツールを手に入れた。下に示すような、数多くの様々な微生物学上の進歩がこの技術によりもたらされている。
- 単一細胞研究[20]
- マイクロ環境制御：機械的環境[48]から化学的環境[49]まで
- 正確な時間的・空間的濃度勾配[50]
- 機械的変形
- 接着細胞間の接着力測定
- 細胞とじこめ[51]
- 制御された力の印加[51][52]
- 高速かつ精密な温度制御[53][54]
- 電場調整[51]
- 細胞養殖[20]
- チップ上農場および植物組織の養殖[55]
- 抗生物質耐性：マイクロ流体デバイスにより微生物を異質な環境に置くことができる。異質な環境では微生物が進化しやすくなる。これにより微生物の進化を加速し抗生物質耐性の発達を調べるのが容易になる。

### 将来的方向性
- オンチップ特性分析[56]
- 教室におけるマイクロ流体デバイス：オンチップ酸塩基滴定[57]

## 関連文献

### レビュー論文
- Yetisen A. K. (2013). “Paper-based microfluidic point-of-care diagnostic devices”. Lab on a Chip. doi:10.1039/C3LC50169H.
- Whitesides G. M. (2006). “The origins and the future of microfluidics”. Nature 442 (7101):  368–373. Bibcode: 2006Natur.442..368W. doi:10.1038/nature05058. PMID 16871203.
- “Droplet based microfluidics”. Reports on Progress in Physics 75:  016601. (2012). Bibcode: 2012RPPh...75a6601S. doi:10.1088/0034-4885/75/1/016601.
- “Microfluidics: Fluid physics at the nanoliter scale”. Reviews of Modern Physics 77:  977–1026. (2005). Bibcode: 2005RvMP...77..977S. doi:10.1103/RevModPhys.77.977.
- Yetisen A. K. (2014). “Patent Protection and Licensing in Microfluidics”. Lab on a Chip. doi:10.1039/C4LC00399C.
- Chen, K. (2011). “Microfluidics and the future of drug research”. The University of Toronto Journal of Undergraduate Life Sciences 5 (1):  66–69.
- James B. Angell (April 1983). “Silicon Micromechanical Devices”. Scientific American 248 (4):  44–55. Bibcode: 1983SciAm.248...44A. doi:10.1038/scientificamerican0483-44.
- Dario Carugo (April 2016). “Liposome production by microfluidics: potential and limiting factors”. Scientific Reports. doi:10.1038/srep25876.

### 書籍
- Bruus, Henrik (2008). Theoretical Microfluidics. Oxford University Press. ISBN 978-0199235094
- Herold, KE; Rasooly, A (editor) (2009). Lab-on-a-Chip Technology: Fabrication and Microfluidics. Caister Academic Press. ISBN 978-1-904455-46-2
- Ryan kelly, ed (2012). Advances in Microfluidics. ISBN 978-953-510-106-2. OCLC 801060875
- Tabeling, P (2006). Introduction to Microfluidics. Oxford University Press. ISBN 0-19-856864-9
- Jenkins, G; Mansfield, CD (editors) (2012). Microfluidic Diagnostics. Humana Press. ISBN 978-1-62703-133-2
- Li, Xiujun (James); Zhou, Yu (editors) (2013). Microfluidic devices for biomedical applications. Woodhead Publishing. ISBN 978-0-85709-697-5